# Výhoda prvního tahu v šachu

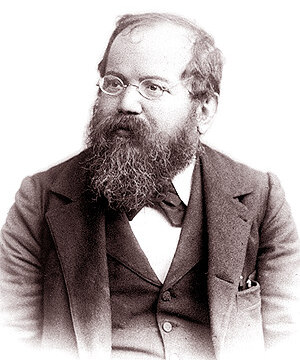
Wilhelm Steinitz, který roku 1889 vyřkl názor, že partie při bezchybné hře obou hráčů dopadne remízou

Výhoda prvního tahu je míra zvýhodnění bílého, tedy začínajícího hráče v šachu. Drtivá většina hráčů i teoretiků přiznává bílému jistou výhodu, což dokládají i statistiky. Úspěšnost bílých se obvykle pohybuje mezi 53 až 56 procenty. V rapidu je statistická úspěšnost menší a stejně tak při partiích slabších hráčů.
Šachisté se taktéž dohadují, jak by skončila hra, kde by obě strany hrály bezchybně (volily by nejlepší možné tahy). Wilhelm Steinitz v roce 1889 vyjádřil názor, že by partie dopadla remízou. Dva mistři světa José Raúl Capablanca a Bobby Fischer se báli takzvané remízové smrti (situace kdy světová špička bude natolik kvalitní, že všechny partie budou končit remízou), a proto vymysleli každý nové varianty šachu, přičemž ta Fischerova se částečně ujala. Nazývá se Fischerovy šachy či Chess960 a změna oproti běžnému šachu spočívá v náhodném nalosování počátečního postavení figur. Někteří autoři však tvrdí, že bílý při bezchybné hře zvítězí (Weaver Adams,Vsevolod Rauzer propagující jako vítězný tah 1.e4 či Hans Berliner doporučující 1.d4). Někteří doufají v budoucí vyřešení sporu výpočetní technikou.
Vyskytují se však i názory, že výhoda bílého je spíše psychologická než faktická. K tomuto přispívají i dobré výsledky některých hráčů (většinou takticky založených) při hře s černými, jako například Garriho Kasparova či Bobbyho Fischera.